# Antoni Tyszarski
Antoni Tyszarski (ur. 17 lutego 1909 w Przeworsku, zm. 1 lipca 1987 tamże) – polski żołnierz, uczestnik walk o Tobruk i Monte Cassino.

## Życiorys
Szkołę podstawową ukończył w Przeworsku. Osiągnąwszy pełnoletniość, został powołany do służby wojskowej w 3 Pułku Piechoty Legionów w Jarosławiu, w którym ukończył szkołę podoficerską. Latem 1928 wyróżnił w czasie pułkowych zawodów sportowych zwyciężając w biegu na 100, 200 i 400 m, skoku w dal i skoku wzwyż oraz rzucie oszczepem. Po jej zakończeniu pozostał w wojsku, jako podoficer zawodowy 39 Pułku Piechoty Strzelców Lwowskich w Jarosławiu. Będąc w stopniu plutonowego zwyciężył w wieloboju podoficerskim o mistrzostwo Okręgu Korpusu Nr X. W sierpniu 1934 w Toruniu zajął 5. miejsce w wieloboju podoficerskim o mistrzostwo Wojska Polskiego. Wybuch II wojny światowej zastał go na stanowisku dowódcy kolarzy. Wraz ze swoją drużyną uczestniczył w osłanianiu ewakuacji 22 Dywizji Piechoty z Jarosławia na linii kolejowej Przeworsk–Rozwadów.
Walczył w kilku potyczkach z oddziałami niemieckimi. 19 września 1939, w czasie marszu na Tomaszów Lubelski, 22 Dywizja została rozformowana. 28 września Antoni Tyszarski dotarł w rejon Szówska, a następnie do Przeworska. 20 września został aresztowany i osadzony Jarosławiu, a po 12 dniach zwolniony. Ponownie trafił do aresztu 6 listopada, wraz z grupą prominentnych mieszkańców miasta.
Wraz z Franciszkiem Sabanem i Bolesławem Nowakowskim 27 kwietnia 1940 przekroczył granicę w okolicach Miejsca Piastowego i przez Słowację trafił na Węgry. Udał się do miejscowości Zahon, gdzie znajdował się punkt zborny dla uciekinierów z Polski.
Poprzez zieloną granicę wraz z towarzyszami dostał się do Jugosławii a następnie przez Bułgarię, Grecję i Turcję przybył do Aleppo w Syrii. Został skierowany do obozu Homs, gdzie organizowano Samodzielną Brygadę Strzelców Karpackich. 9 czerwca 1940 wraz z Brygadą dotarł (przez Liban) do Palestyny, 1 lipca przybył do miejscowości Samekh, a następnie do obozu w Latrun. Przez Aleksandrię trafił do Tobruku. Tam wziął udział we wznoszeniu fortyfikacji, a potem w wielu akcjach bojowych. W czasie jednej z takich akcji wraz z 15-osobową grupą natarł na pozycje niemieckie, niszcząc baterię ciężkich moździerzy. Za ten czyn otrzymał Krzyż Srebrny Orderu Virtuti Militari i pochwałę od generała Sikorskiego.
Następnie Antoni Tyszarski objął funkcję dowódcy zwiadu do wykonywania szczególnie niebezpiecznych zadań. W grudniu 1943 wraz z brygadą przybył do Włoch. Uczestniczył w bitwie o Monte Cassino, po czym został skierowany na Linię Gustawa. W marcu 1945 udał się na urlop do Palestyny. Przez Bolonię wrócił do Polski i w 1946 osiedlił się w Przeworsku. W czasie działań wojennych był pięciokrotnie ranny. Za udział w walkach otrzymał 30 medali i odznaczeń.
Uprawiał lekkoatletykę: bieg na 100 metrów, skok w dal, pchnięcie kulą. Był zawodnikiem i trenerem klubu Czarni Przeworsk. Zmarł 1 lipca 1987. Pochowany został na Starym Cmentarzu w Przeworsku.
Muzeum w Przeworsku Zespół Pałacowo-Parkowy przechowuje niepublikowany pamiętnik Antoniego Tyszarskiego z kampanii wrześniowej, afrykańskiej i włoskiej (nr intwentarzowy MP-OP-28).